# St. Bonifatius (Windsbach)

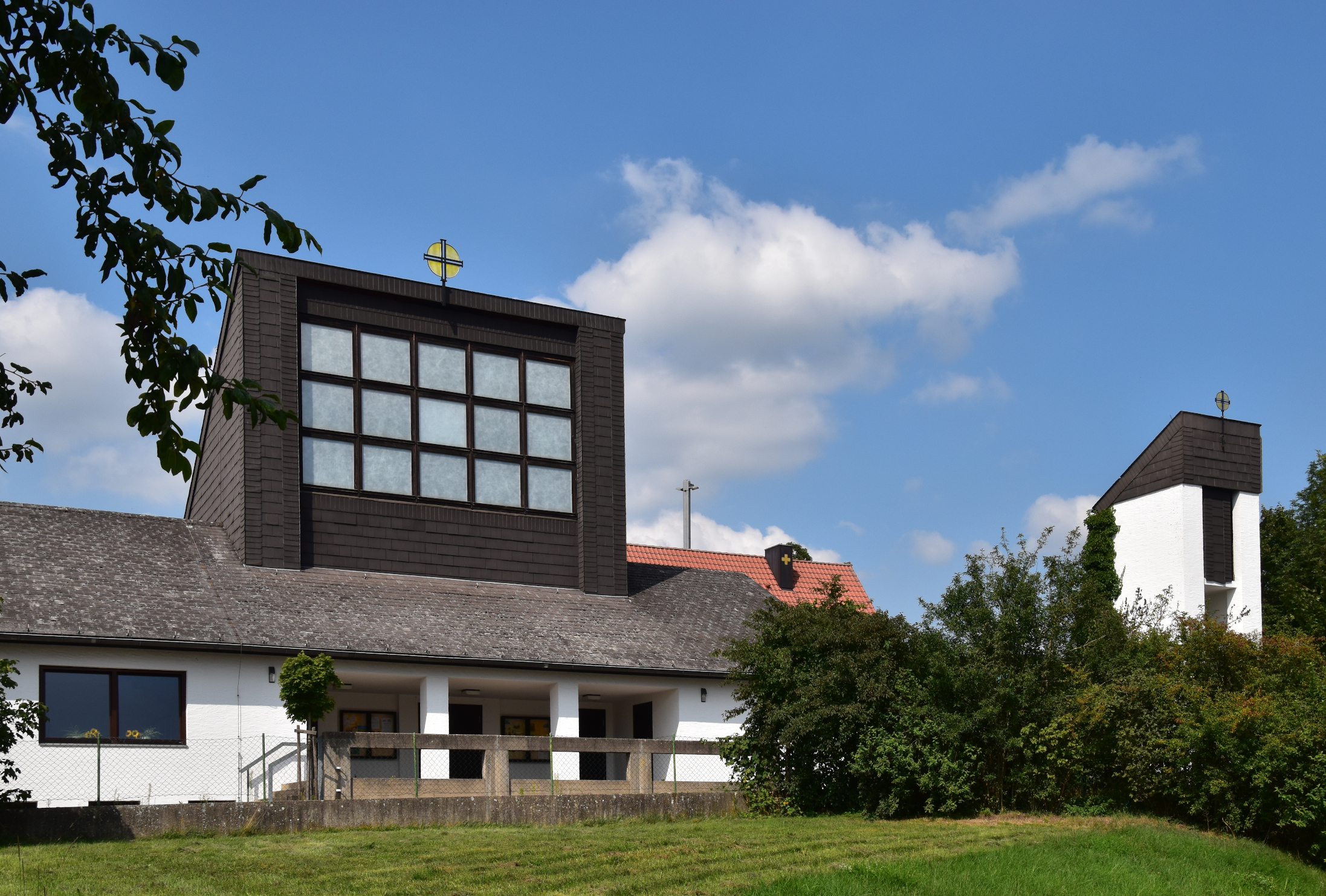
St. Bonifatius, Windsbach

St. Bonifatius ist eine nach dem heiligen Bonifatius benannte römisch-katholische Kirche in Windsbach (Dekanat Herrieden des Bistums Eichstätt).

## Kirchengemeinde
Die Bewohner römisch-katholischer Konfession wurden ursprünglich von St. Nikolaus (Mitteleschenbach) betreut. 1925 gab es bereits 79 Katholiken. Dies machte den Bau einer Kirche notwendig. Am 20. April 1927 wurde ein Grundstück samt Sägewerk in der Nähe des Bahnhofs für 9500 Mark erworben. Das Sägewerk Wagner wurde 1928 nach den Plänen des Nürnberger Architekten Theo Ehrenfriedt zur Notkirche umgebaut. Am 11. November 1928 wurde sie durch den Eichstätter Domkapitular Regnath geweiht. St. Bonifatius war eine Filialkirche von Mitteleschenbach. 1935 wurde ein Pfarrhaus errichtet. Seitdem hat Windsbach einen eigenen Geistlichen.
Nach dem Zweiten Weltkrieg stieg die Zahl der Katholiken durch den Zustrom von Heimatvertriebenen stark an. Deswegen wurde am 1. Januar 1952 die bisherige Seelsorgestelle zur Kuratie ernannt, am 1. Januar 1961 schließlich zur Expositur erhoben. 1968 war die Notkirche so baufällig, dass an einen Kirchenneubau gedacht werden musste. Dieser wurde 1971/72 nach den Plänen des Georgensgmünder Architekten Wolfgang Gsaenger errichtet und am 25. Juni 1972 durch den Eichstätter Bischof Alois Brems geweiht. Am 30. März 1975 wurde St. Bonifatius zur Pfarrei erhoben. Seit dem 1. September 1980 ist der Windsbacher Pfarrer auch für St. Vitus (Veitsaurach) zuständig.

## Kirchengebäude
Der moderne Kirchenbau hat einen quadratischen Grundriss und ist an der Südseite mit dem Gemeindezentrum verschmolzen, das an der Westseite den quadratischen Grundriss überragt. Das Dach des Gemeindezentrums fällt gegen Süden ab. Das Dach des Kirchengebäudes ist dreigeteilt: Der mittlere Teil hat eine Fensterfassade im Süden und fällt gegen Norden steil ab, die äußeren Teile hingegen fallen gegen Süden ab. Das Portal befindet sich an der Südseite. Der Kirchturm steht östlich abgesetzt vom Kirchengebäude. Dessen Dach fällt gegen Norden ab.
Der Saal hat eine Südempore. Seit 1977 gibt es dort eine Pfeifenorgel mit 7 Registern der Firma Mathis und Söhne (Näfels/Schweiz). An der West- und Ostseite des Saales sind Gemälde des Kreuzwegs angebracht. Der Altarbereich befindet sich im nördlichen Teil des Saales. Links vom Altar ist an der Wand eine Holzstatue von Jesus angebracht, noch weiter links eine Holzstatue des Bonifatius, rechts vom Altar ist an der Wand das Tabernakel angebracht, noch weiter rechts eine Holzstatue der Madonna mit Kind. Von der Decke herab hängt ein Holzkruzifix. Rings um den Altarbereich und auf der Empore sind Sitzbänke aufgestellt.

## Pfarrer
- 1935–???? Josef Hausmann
- 1952–1964 Hille
- 1964–1966 Kaspar Hirschbeck
- 1966–1967 Joachim Götz
- 1967–1987 Wolfgang Forsten
- 1987–1989 Reinhard Kürzinger
- 1989–1993 Bruno Fischer
- 1994–1999 Josef Schierl
- 1999–???? Jan Jagodinski
- 2005–0000 Hans-Josef Peters